# Brasil Vôlei Clube 2020-2021
Questa voce raccoglie le informazioni riguardanti il Brasil Vôlei Clube nella stagione 2020-2021.

## Stagione
Il Brasil Vôlei Clube gioca con la denominazione sponsorizzata Vôlei Renata nella stagione 2020-21.
Partecipa alla Superliga Série A ottenendo un terzo posto in regular season: si qualifica quindi ai play-off scudetto, raggiungendo le semifinali, dove viene eliminato dalla Funvic, classificandosi al terzo posto finale.
È semifinalista anche in Coppa del Brasile, eliminato anche in questo caso dalla Funvic e piazzandosi al terzo posto finale.
In ambito locale conquista invece il suo settimo Campionato Paulista, scontrandosi in finale ancora una volta col club di Taubaté.

## Organigramma societario
Area direttiva
- Presidente: Guilherme Muller Silva

Area tecnica
- Allenatore: Horácio Dileo
- Assistente allenatore: Ricardo da Silva, Vinícius dos Santos
- Preparatore atletico: Giovani Foppa, Rogério de Paula

Area sanitaria
- Medico: Marcelo Krunfli, Márcio de Souza
- Fisioterapista: Márcio Saraiva, Samuel Mamprin
- Massaggiatore: Felipe Aparecido

## Rosa
| N° | Nome                 | Ruolo | Data di nascita   | Nazionalità sportiva |
| -- | -------------------- | ----- | ----------------- | -------------------- |
| 1  | Cristiano Torelli    | P     | 29 ottobre 1996   | Brasile              |
| 2  | Bruno Bello          | L     | 30 giugno 1999    | Brasile              |
| 3  | Michel Saraiva       | C     | 9 novembre 1993   | Brasile              |
| 4  | Lucas da Silva       | S     | 4 gennaio 2001    | Brasile              |
| 5  | Melquisedeque Vieira | C     | 27 giugno 1997    | Brasile              |
| 6  | Igor Nasser          | S     | 18 febbraio 2001  | Brasile              |
| 7  | Renan Bonora         | S     | 10 aprile 1998    | Brasile              |
| 8  | Demián González      | P     | 21 febbraio 1983  | Argentina            |
| 9  | Bruno Temponi        | S     | 11 febbraio 1986  | Brasile              |
| 10 | Pedro Casellatto     | L     | 22 agosto 2000    | Brasile              |
| 11 | João Gabriel Mossa   | P     | 22 agosto 2000    | Brasile              |
| 12 | Angellus da Silva    | O     | 6 settembre 2000  | Brasile              |
| 13 | Gabriel Vaccari      | S     | 25 dicembre 1996  | Brasile              |
| 14 | Lucas Barreto        | C     | 24 giugno 1997    | Brasile              |
| 15 | Sérgio de Camargo    | S     | 1º dicembre 2002  | Brasile              |
| 16 | Otávio Brasil        | C     | 24 luglio 2001    | Brasile              |
| 18 | Leandro Vissotto     | O     | 30 aprile 1983    | Brasile              |
| 19 | João Victor Murer    | C     | 28 settembre 2002 | Brasile              |

## Statistiche

### Statistiche di squadra
| Competizione      | Punti | In casa | In casa | In casa | In trasferta | In trasferta | In trasferta | Totale | Totale | Totale |
| Competizione      | Punti | G       | V       | P       | G            | V            | P            | G      | V      | P      |
| ----------------- | ----- | ------- | ------- | ------- | ------------ | ------------ | ------------ | ------ | ------ | ------ |
| Superliga Série A | 51    | 12      | 10      | 2       | 12           | 9            | 3            | 26     | 19     | 7      |
| Coppa del Brasile | -     | 1       | 1       | 0       | 1            | 0            | 1            | 2      | 1      | 1      |
| Totale            | -     | 13      | 11      | 2       | 13           | 9            | 4            | 28     | 20     | 8      |

### Statistiche dei giocatori
| Giocatore     | Superliga Série A | Superliga Série A | Superliga Série A | Superliga Série A | Superliga Série A |
| Giocatore     | P                 | PT                | AV                | MV                | BV                |
| ------------- | ----------------- | ----------------- | ----------------- | ----------------- | ----------------- |
| L. Barreto    | 26                | 222               | 148               | 65                | 9                 |
| B. Bello      | 23                | 0                 | 0                 | 0                 | 0                 |
| R. Bonora     | 24                | 85                | 62                | 12                | 11                |
| O. Brasil     | 6                 | 0                 | 0                 | 0                 | 0                 |
| P. Casellatto | 9                 | 0                 | 0                 | 0                 | 0                 |
| A. da Silva   | 17                | 39                | 34                | 2                 | 3                 |
| L. da Silva   | 2                 | 0                 | 0                 | 0                 | 0                 |
| S. de Camargo | 5                 | 1                 | 1                 | 0                 | 0                 |
| D. González   | 25                | 19                | 6                 | 8                 | 5                 |
| J.G. Mossa    | 1                 | 0                 | 0                 | 0                 | 0                 |
| J.V. Murer    | -                 | -                 | -                 | -                 | -                 |
| I. Nasser     | 1                 | 0                 | 0                 | 0                 | 0                 |
| M. Saraiva    | 26                | 258               | 188               | 51                | 19                |
| B. Temponi    | 22                | 198               | 172               | 14                | 12                |
| C. Torelli    | 26                | 6                 | 1                 | 1                 | 4                 |
| G. Vaccari    | 22                | 277               | 233               | 28                | 16                |
| M. Vieira     | 12                | 11                | 7                 | 4                 | 0                 |
| L. Vissotto   | 25                | 397               | 351               | 23                | 23                |

P = presenze; PT = punti totali; AV = attacchi vincenti; MV = muri vincenti; BV = battute vincenti

NB: Non sono disponibili i dati relativi alla Coppa del Brasile e, di conseguenza, quelli totali.